# Сулинское гирло
Сули́нское Ги́рло (рум. Braţul Sulina) — средний из трёх основных рукавов дельты Дуная (наряду с Килийским и Георгиевским гирлами). Полностью находится на территории Румынии. На гирле расположены речной порт Тулча и морской порт Сулина.
В древности называлось Калон-Стома (греч. Καλόν Στόμα), то есть Доброе устье. Византийские греки называли его уже Солин (греч. Σωλήν), что означает жерло или труба, откуда и происходит сегодняшнее имя.
Длина гирла — 84 км, ширина до 120—150 м, глубина 7—7,5 м. Благодаря спрямлению и углублению русла в целях судоходства сток увеличился с 7-8 % до 18-20 % от общего стока Дуная. Как и во всей дельте Дуная, широко распространено рыболовство.